# American Meteorological Society
American Meteorological Society är ett amerikanskt meteorologiskt sällskap.
Sällskapet, som grundades 1919, ger ut nio atmosfäriska, oceanografiska och hydrologiska tidskrifter. 

## Tidskrifter
American Meteorological Society ger ut följande vetenskapliga tidskrifter: 
- Bulletin of the American Meteorological Society
- Journal of the Atmospheric Sciences
- Journal of Applied Meteorology and Climatology
- Journal of Physical Oceanography
- Monthly Weather Review
- Journal of Atmospheric and Oceanic Technology
- Weather and Forecasting
- Journal of Climate
- Journal of Hydrometeorology
- Weather, Climate, and Society
- Earth Interactions
- Meteorological Monographs